# Michał Sobelman
Michał Sobelman (ur. 26 marca 1953 w Sosnowcu, zm. 11 września 2024 w Warszawie) – polsko-izraelski tłumacz literatury hebrajskiej, rzecznik prasowy ambasady Izraela w Polsce, redaktor naczelny pisma „Słowo Żydowskie”, scenarzysta filmów dokumentalnych.

## Życiorys
W 1969 po antysemickiej nagonce, która była następstwem wydarzeń marcowych, wyemigrował z Polski do Izraela, gdzie ukończył historię i slawistykę na Uniwersytecie Hebrajskim w Jerozolimie. W latach 1981–1992 był pracownikiem naukowym tej uczelni, a w latach 1988–1993 współpracownikiem Instytutu Jad Waszem. Od 1993 pełni funkcję rzecznika prasowego ambasady Izraela w Warszawie.
Po wyjeździe z kraju uczył się i pracował w kibucu. Poszedł do technikum elektronicznego w Jerozolimie. Od września 1971 roku był w wojsku, w bazie wojskowej na Synaju, obsługiwał rakiety Hawk. Po skończeniu trzyletniej służby zasadniczej podpisał kontrakt na kolejne lata, służył łącznie prawie sześć lat. Jak twierdzi, w wojsku tak naprawdę stał się Izraelczykiem. Po opuszczeniu wojska w wieku dwudziestu czterech lat zrobił maturę, rok później poszedł na studia. Po raz pierwszy do Polski wrócił 13 listopada 1983 roku, choć próbował zrobić to wcześniej, spotykał się jednak z odmowami.
W maju 1987 roku kolejny raz przyjechał do Polski; był pierwszym Izraelczykiem, który dostał stypendium UNESCO w Polsce – w ramach pracy doktorskiej wysłano go do Katowic. Choć dostał stypendium na rok, w Polsce przebywał 6 miesięcy.
W 1989 roku Agencja Żydowska zaproponowała mu pracę latem w charakterze opiekuna grupy młodzieży żydowskiej, która przyjechała z Polski. W 1992 roku Agencja Żydowska zaproponowała mu przyjazd do Polski na siedem miesięcy. Miał tu otworzyć centrum kultury żydowskiej. Po miesiącu pobytu w Warszawie ambasador Gerszon Zohar powołał go na rzecznika prasowego w ambasadzie.
Był tłumaczem literatury hebrajskiej. Do jego ostatnich przekładów należy powieść izraelskiej pisarki Judith Katzir pt. Matisse ma słońce w brzuchu, która ukazała się w języku polskim w 2007 r.